# Douglas O-46
El Douglas O-46 fue un avión de observación monoplano usado por el Cuerpo Aéreo del Ejército de los Estados Unidos y el Cuerpo Aéreo del Ejército filipino, construido por la estadounidense Douglas en los años 30 del siglo XX.

## Diseño y desarrollo
El O-46A, el último de una larga línea de aviones de observación de Douglas, fue víctima del progreso. Fue diseñado para operar desde aeropuertos establecidos detrás de líneas de batalla bastante estáticas, como en la Primera Guerra Mundial. Sin embargo, en 1939, un informe emitido sobre el O-46A establecía que era demasiado lento y pesado para escapar y esquivar a los aviones de caza enemigos, demasiado pesado para operar desde campos pequeños, mojados y sin preparar, y demasiado grande para ocultarse entre los árboles. Este informe fue una predicción de futuro, ya que la Segunda Guerra Mundial, con sus líneas de batalla rápidamente cambiantes, probó la necesidad de aviones de observación ligeros y maniobrables que pudieran operar desde pistas improvisadas. Consecuentemente, en 1942, la designación "O" (Observación (Observation)) fue cambiada a "L" (Enlace (Liaison)).
El O-46 fue un desarrollo del anterior Douglas O-43. El fuselaje número 24 del contrato del O-43A fue completado como prototipo del XO-46, con un ala revisada y un cambio de motor, del lineal del O-43 a un radial, el Pratt & Whitney R-1535-7. El Cuerpo Aéreo ordenó 90 O-46A en 1935. Fueron construidos entre mayo de 1936 y abril de 1937.

## Historia operacional
Como mínimo, 11 O-46 sirvieron en el extranjero; dos fueron destruidos en el ataque japonés sobre Clark Field en Filipinas el 8 de diciembre de 1941. La Guardia Nacional de Maryland operó el O-46A en la zona costera de Nueva Jersey en tareas antisubmarinas. Los restantes fueron declarados obsoletos a finales de 1942, y más tarde fueron usados principalmente en tareas de entrenamiento y utilidades.
Una variante propuesta con un motor Wright R-1670-3 recibió la designación O-48, pero no fue construida.

## Variantes
XO-46
O-43A modificado como prototipo, con motor radial Pratt & Whitney R-1535-7. Uno construido.
O-46A
Aviones de producción. 90 construidos.
O-48
Versión propuesta con motor Wright R-1670-3. No construida.

## Operadores
Estados Unidos
- Cuerpo Aéreo del Ejército de los Estados Unidos

 Filipinas
- Cuerpo Aéreo del Ejército filipino

## Supervivientes
El único O-46A superviviente (s/n 35-179) está actualmente almacenado en el Museo Nacional de la Fuerza Aérea de Estados Unidos, en la Base de la Fuerza Aérea Wright-Patterson, cerca de Dayton (Ohio).
El 27 de noviembre de 1942, el O-46A, 35-179, del 81st Air Base Squadron, aterrizó con viento de cola en Brooks Field, Harlingen (Texas), se salió de la pista y capotó. Dado de baja, fue abandonado en el lugar. Más de 20 años más tarde, fue descubierto por la Antique Airplane Association con árboles creciendo a través de sus alas, y en 1967, fue rescatado y restaurado en Ottumwa (Iowa). La restauración resultó ser de mayor entidad que las capacidades de la organización, y en septiembre de 1970, fue cambiado por un C-47 en condiciones de vuelo, del Museo Nacional de la Fuerza Aérea de Estados Unidos. El entonces Air Force Museum lo restauró en la Universidad Purdue, y lo puso en exhibición en 1974, siendo el único superviviente de los 91 O-46 construidos.

## Especificaciones (O-46A)
Referencia datos: McDonnell Douglas Aircraft since 1920

### Características generales
- Tripulación: Dos
- Longitud: 10,5 m (34,6 ft)
- Envergadura: 13,9 m (45,7 ft)
- Altura: 3,3 m (10,7 ft)
- Superficie alar: 30,8 m² (331,5 ft²)
- Peso vacío: 2166 kg (4773,9 lb)
- Peso cargado: 3011 kg (6636,2 lb)
- Planta motriz: 1× motor radial de 14 cilindros en dos filas refrigerado por aire Pratt & Whitney R-1535-7.
  - Potencia: 541 kW (746 HP; 736 CV)
- Hélices: 1× Tripala metálica por motor.

### Rendimiento
- Velocidad máxima operativa (Vno): 322 km/h (200 MPH; 174 kt)
- Velocidad crucero (Vc): 275 km/h (171 MPH; 148 kt)
- Alcance: 700 km (378 nmi; 435 mi)
- Techo de vuelo: 7360 m (24 147 ft)
- Régimen de ascenso: 9 m/s (1772 ft/min)
- Carga alar: 98 kg/m² (20,1 lb/ft²)
- Potencia/peso: 1,787 kW/kg (1,087 hp/lb)

### Armamento
- Ametralladoras: 

  - 2x M1919 de 7,62 mm (una fija en el ala derecha y una flexible)

## Aeronaves relacionadas

### Desarrollos relacionados
- Douglas O-43

### Aeronaves similares
- Henschel Hs 126

### Secuencias de designación
- Secuencia O-_ (Aviones de Observación del USAAC/USAAF, 1924-1942): ← O-43 - O-44 - O-45 - O-46 - O-47 - O-48 - O-49 - O-50 - YO-51 →